# Particle Tracking Velocimetry

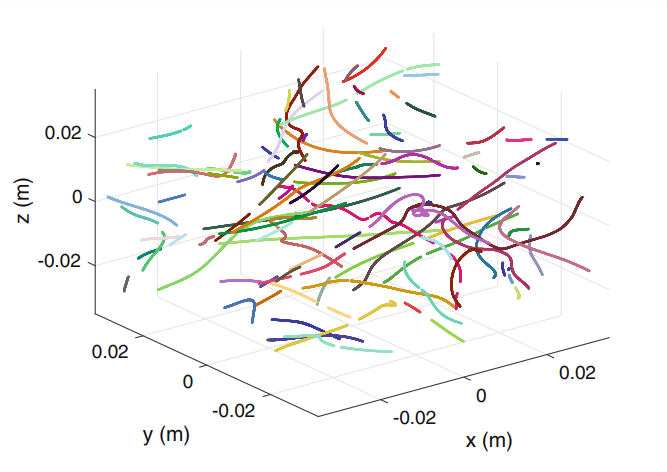
Beispiel für durch Particle Tracking Velocimetry ermittelte Pfade

Particle Tracking Velocimetry (PTV) ist eine Messmethode zur Ermittlung zeitaufgelöster, dreidimensionaler Pfade individueller Partikel in einer Strömung. Es handelt sich um eine Form der Lagrangeschen Betrachtungsweise, da die PTV teilchenfest ist, was die Particle Tracking Velocimetry von der Particle Image Velocimetry (PIV) abgrenzt, welche die Strömung ortsfest in der eulerschen Betrachtungsweise beschreibt.

## Geschichte
Eine der ältesten Formen der Strömungsvisualisierung ist die Verfolgung individueller Partikel über Bahnlinien. In den 1980er Jahren begannen Bestrebungen, die bis dato nur qualitativen Aussagen dieser Technik zu quantifizieren. Neben der parallel weiterentwickelten Particle Image Velocimetry erlaubten Computer 1988 erstmals die automatische Auswertung von Videos zu zweidimensionalen PTV-Vektorpfaden. Diese Verfahren lieferten 10 bis 30 Vektoren pro Bild. In den 1990er Jahren kamen durch verbesserte Hardware und Algorithmen Verfahren auf, welche 3D-PTV Aufnahmen mit 1.000 Partikeln erzeugen konnten. Seit 2009 gibt es Systeme, die PTV in Echtzeit auswerten können.

## Beschreibung
Grundlegend wird zwischen 2D und 3D-PTV unterschieden. 3D-PTV ist wesentlich gebräuchlicher, bestimmte Anwendungsgebiete lassen aber die dafür notwendige Kameraanordnung nicht zu. Außerdem ist 2D-PTV günstiger.

### 2D-PTV
Zur Anwendung von 2D-PTV wird ein Video eines Strömungsvorgangs genutzt, dessen Betrachtungsebene mit einem Laserlichtschnitt ausgeleuchtet wird. Prinzipiell funktioniert die 2D-PTV wie die 3D-PTV, es werden jedoch nur zweidimensionale Geschwindigkeitsvektoren erfasst. Dadurch ist nur eine Kamera möglich. Der Bildausschnitt von 2D-PTV ist bei sonst ähnlichem Versuchsaufbau größer als bei 3D-PTV.
Eine Abwandlung der 2D-PTV ist, mehrere Particle Image Velocimetry Aufnahmen hintereinander zu machen. Hierbei erfolgen zwei Einzelbilder sehr schnell aufeinander, anschließend gibt es eine längere Pause, bis das nächste Doppelbild gespeichert wird.

### 3D-PTV
Zur Erfassung von zeitaufgelösten Bahnlinien im dreidimensionalen Raum kommen 3D-PTV Verfahren zum Einsatz, die mehrere Bildperspektiven auswerten.

#### Versuchsaufbau
Die 3D-PTV kann in Gasen oder Flüssigkeiten zum Einsatz kommen. In die zu untersuchende Strömung werden Tracerpartikel eingeführt. Als Tracerpartikel in Wasser kommen Glashohlkugeln zum Einsatz, in Luft können heliumgefüllte Seifenblasen verwendet werden. Diese Partikel werden genutzt, da sie dieselbe Dichte wie das Fluid haben. Bei niedriger Teilchenkonzentration ist das Tracking trivial, die mittlere Verschiebung des Teilchens ist deutlich kleiner als der mittlere Partikelabstand. Die Auflösung der Ergebnisse ist schlecht. Ist die Teilchenkonzentration jedoch zu hoch (mittlere Teilchenabstand kleiner als mittlere Bewegung der Teilchen) wird das Tracking unmöglich. Es muss ein guter Mittelweg gefunden werden. Das zu untersuchende Strömungsfeld muss optisch zugänglich sein, damit eine ausreichende Beleuchtung und die Anbringung mehrerer Kameras möglich sind. Zwar lässt sich im Idealfall mit zwei Kameras die Position jedes Tracerpartikels bestimmen, in der Praxis kommen jedoch drei bis vier synchronisierte Kameras zum Einsatz, da Verdeckungen von Partikeln sonst mehrdeutige Ergebnisse verursachen können. Besonders bei Aufnahmen von Gasströmungen müssen die Kameras eine hohe Bildfrequenz haben, um eine ausreichende zeitliche Auflösung zu gewährleisten. Aus wirtschaftlichen Gründen kann die Zahl der Kameras mit Strahlteilern reduziert werden, die über ein Spiegelsystem die Erfassung mehrerer Perspektiven mit einer Kamera ermöglichen.

#### Kalibrierung
Zur Kalibrierung der PTV müssen innere und äußere Orientierung jeder Kamera bestimmt werden. Die innere Ordnung wird aus Bildhauptpunkt und Kamerakonstante gebildet, die äußere Ordnung geht aus Position und Ausrichtung der Kamera hervor. Die eigentliche Kalibrierung kann mittels Bündelblockausgleichung oder durch Aufnahme von Objektpunkten bekannter Koordinaten erfolgen.

#### Auswertung
Bei einer Messung erhält man eine Bilderserie, welche die Partikel intervallweise aus mehreren Perspektiven abbildet. Aus den Bildern wird zunächst der Hintergrund subtrahiert, damit nur noch die Partikel zu sehen sind. In diesen Bildern werden Cluster heller Pixel gesucht. Daraus werden lokale Maxima gebildet, welche die Bildkoordinaten der Partikel bestimmen. Durch Verfahren der Epipolargeometrie werden die Bildkoordinaten der einzelnen Perspektiven zu den korrespondieren Partikeln in allen Perspektiven zugeordnet. Durch die Toleranzen ist die Epipolarlinie ein Band mit einer definierten Breite. Durch eine genaue Kalibrierung des Kamerasystems können so aus den Bildkoordinaten mehrerer Perspektiven Raumkoordinaten für jeden Partikel gebildet werden.
Um aus den Koordinaten der Bildpartikel sinnvolle Aussagen über die Strömung treffen zu können, müssen die Partikel aus jedem Bild den Partikeln im Folgebild usw. zugeordnet werden. Dazu kann zum Beispiel das 3-Frame-Tracking zum Einsatz kommen (teilweise auch 4-Frame-Tracking). Hier werden zunächst zwei Bilder verglichen und mehrere mögliche Vektoren von einem Partikel zu Partikeln im Folgebild gebildet. Das dafür genutzte Suchvolumen wird begrenzt, indem eine Annahme zur maximalen Geschwindigkeit der Partikel getroffen wird. Diese Vektoren werden linear extrapoliert. Durch den Abgleich mit einem dritten Zeitpunkt und die Wahl sinnvoller Qualitätskriterien können so Vektoren ausgewählt oder verworfen werden. Das Suchvolumen im dritten Zeitschritt kann weiter eingeschränkt werden, indem durch die Begrenzung der Beschleunigung ein Suchkonus erzeugt wird. Zur Auswertung steht verschiedene Open-Source-Software zur Verfügung.

### Vergleich mit anderen optischen Strömungsmesstechniken
Die Particle Image Velocimetry ist in vieler Hinsicht ähnlich zur PTV, nimmt aber nur Momentaufnahmen von Strömungsfeldern auf. Durch die größere Partikelgröße von PTV im Vergleich zu PIV ist die Auflösung niedriger, außerdem folgen große Partikel turbulenter Strömung schlechter. Großer Vorteil der PTV ist die dreidimensionale Erfassung des Strömungszustandes und die Verfolgung einzelner Partikel als zeitlich aufgelöste Bahnlinie. Inzwischen gibt es auch 3D-PIV.

## Anwendung
Particle Tracking Velocimetry ist besonders geeignet zur Erfassung von turbulenten instationären Strömungsvorgängen. Die Methode wird in Industrie und Forschung in Wasser- und Luftströmungen eingesetzt. Des Weiteren kommt PTV zur Messung von Verbrennungsvorgängen und Sedimentablagerungen zum Einsatz. In der medizinischen Forschung wurde das Verfahren beim Einsatz im Röntgenspektrum in der Computertomographie erprobt.